# Uromastyx ocellata
Uromastyx ocellata  (лат.) — вид шипохвостов из семейства агамовых.

## Описание

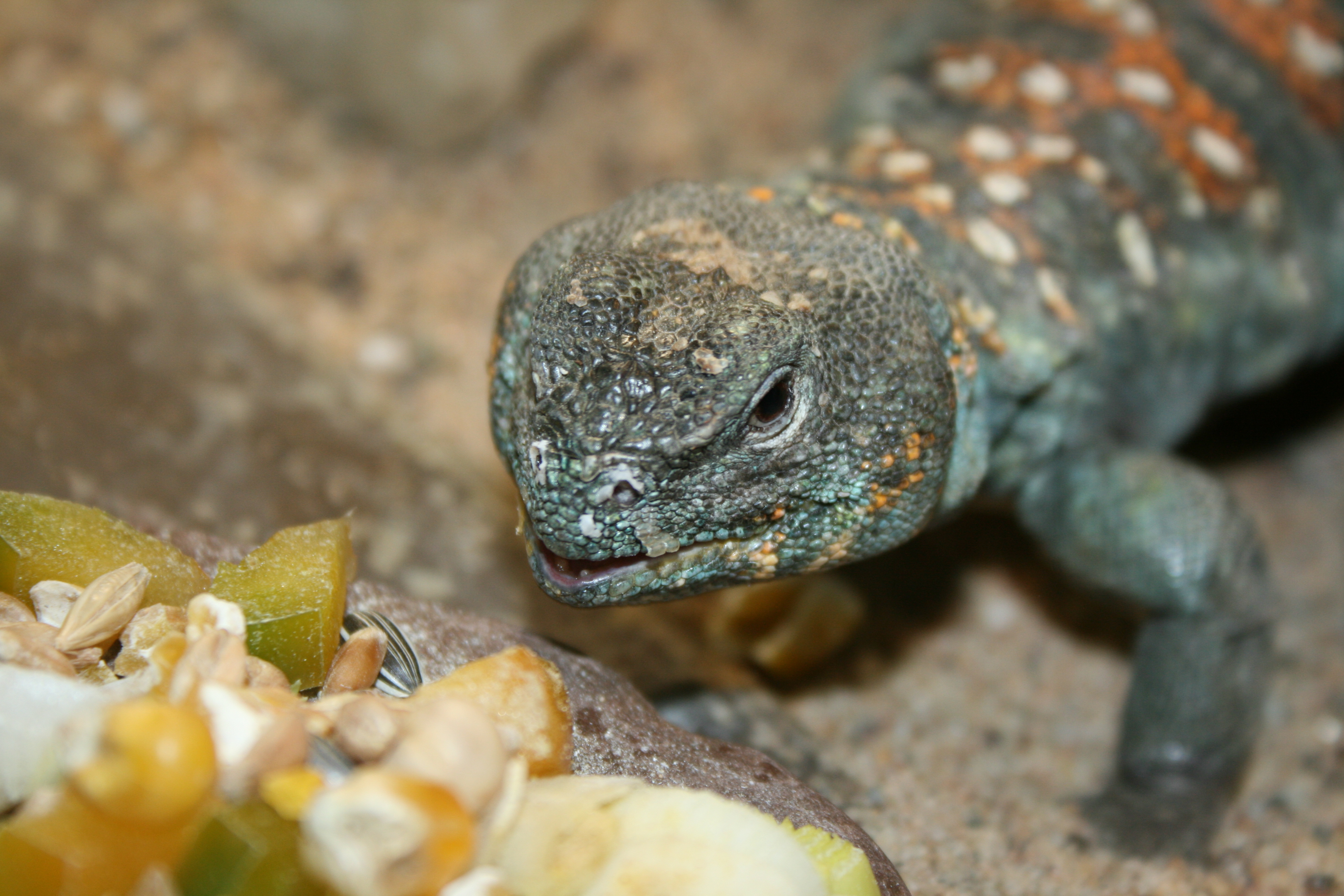

Общая длина достигает 28 см. Наблюдается половой диморфизм. Окраска самцов значительно интенсивнее и ярче, чем у самок. Верхняя поверхность головы у самцов красная или зелёная с чёрными, зелёными или красными пятнышками. Цвет спины у них кирпично-красный или тёмно-зелёный, изредка сине-зелёный, поверх неё располагаются 7-8 поперечных рядов жёлтых пятен с чёрной каймой. Боковые стороны шеи, туловища и хвоста тёмно-зелёные, горло и грудь светло-зелёные или ярко-синие, иногда синий цвет распространяется на стороны и боковые части спины. Брюхо жёлтое. Верхняя сторона конечностей грязно-зелёная, нижняя - белая. Верхняя поверхность хвоста сине-зелёная или красноватая, нижняя - белая. У самок же, в отличие от самцов, окраска спины более блёклая и тусклая. Хвост у них желтоватый или зелёный. Голова короткая и широкая. Туловище уплощенное, широкое. На передних краях ушных отверстий увеличенной чешуи нет. Чешуя туловища и конечностей мелкая и гладкая, лишь внешняя поверхность верхней части голени покрыта холмистой чешуей. Хвост сравнительно длинный, составляет 85-98% от длины тела и несколько уплощенный, покрыт сверху 22-29 поперечными рядами чешуи с шипиками. Шипы по бокам хвоста заметно больше, чем в середине.

## Образ жизни
Любит гамады (щебёночные пустыни) и регги (каменистые пустыни), где селятся по возможности в местах произрастания местных видов акации. Часто поднимается по стволам на деревья или на кустарники. В случае необходимости может спрыгнуть на землю и спрятаться в своей норе, которую выкапывает тут же, у корней дерева. Питается листьями и цветками акаций. Рацион молодых ящериц дополняют насекомые. Часто их заставали спящими или отдыхающими на ветвях акаций достаточно высоко над землёй.

## Размножение
Яйцекладущая ящерица. Сезон спаривания начинается в марте. В этот период самцы бывают особенно ярко окрашенные. Беременность длится 4—6 недель, в мае-июне самки откладывают 11—16 яиц. Через 68—93 дня появляются молодые шипохвосты длиной 7—9 см и весом 4,5—6,7 г. Половая зрелость наступает в возрасте 3—5 лет.

## Распространение
Вид распространён от юго-восточного Египта, через Судан, Эритрею, Джибути до северо-западной части Сомали.